# Casa de las Mariposas
La casa de las Mariposas, casa Rapallo o casa Rapallo-Campos (por sus propietarios) es un edificio emblemático de la ciudad de Almería (provincia de Almería, España), que data de principios del siglo XX y fue declarado Bien de Interés Cultural. Está situado en plena Puerta de Purchena, centro neurálgico de la capital declarado a su vez Conjunto Histórico según la Ley de Patrimonio Histórico Andaluz en 1991.

## Historia y descripción
Fue levantada en 1909 según planos de Trinidad Cuartara de 1905 sobre el solar donde se ubicaba una antigua posada, en la confluencia de la calle Granada y la Puerta de Purchena. El arquitecto municipal buscaba ornamentar el centro urbano con un edificio que simbolizara el creciente poder económico y político de la burguesía almeriense.
En efecto, la Casa de las Mariposas es un típico ejemplo de arquitectura burguesa y urbana, aunque sobrepasado en dimensiones: se trató en sus años del edificio más alto y voluminoso de la ciudad, con sus cuatro plantas. El edificio se organiza de acuerdo a las premisas de la arquitectura burguesa, dividiéndose en zócalo, cuerpo central de viviendas y cornisa de coronamiento con grandes aleros. La esquina queda visualmente potenciada por un remate con castillete en dos cuerpos más cúpula.
La planta baja es de carácter pesado en cuanto a materiales y composición, el cuerpo central más ligero y de acentuada verticalidad y ornamento jerarquizante, culminando el edificio en una amplia cornisa.
Cabe destacar los elementos modernistas, como la decoración de las barandillas o las coloridas mariposas que decoran el castillete y que dan su nombre al edificio. Estas mariposas son otra demostración de la pertenencia del arquitecto Cuartara a la masonería, que solía incluir algún detalle masón a sus diseños. La mariposa en la masonería es su símbolo de la resurrección, inmortalidad y protección.
En 2008, el edificio fue adquirido por el grupo financiero Cajamar para uso institucional. En 2010 se acometió su rehabilitación. 
Alberga una sala de reuniones con capacidad para 270 personas.

## Curiosidades

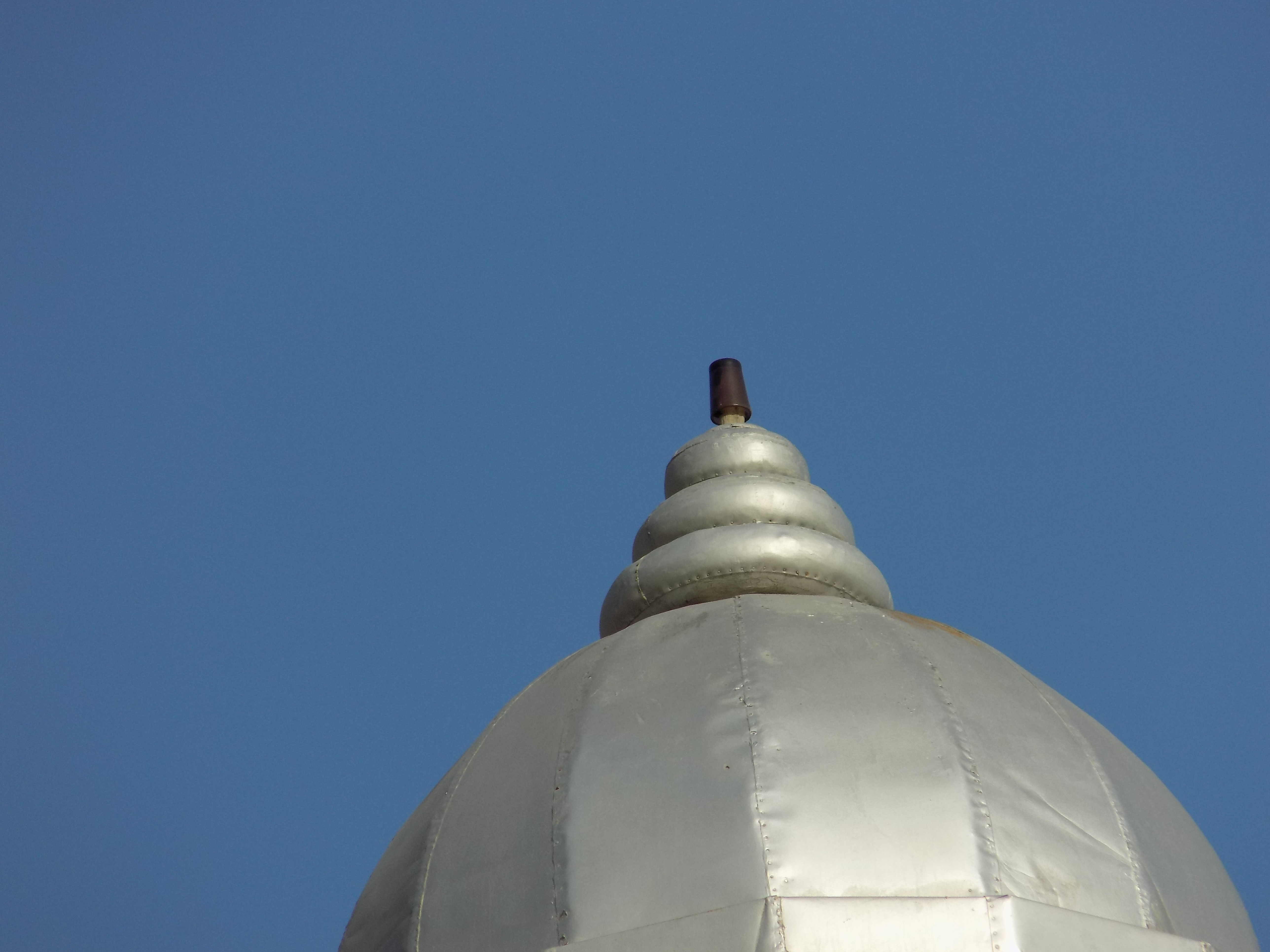
Detalle del vaso en el castillete de la casa de las Mariposas.

Se dice que el día en el que se finalizaron las obras de construcción, en la primavera de 1911, el arquitecto del edificio adquirió una arroba de vino y un vaso como celebración. Los presentes, los propietarios del inmueble don Bernardo Campos y don José Rapallo junto a los obreros y el arquitecto bebieron y brindaron todos con el mismo vaso. Tras ello, como recuerdo, el vaso se quedaría en lo alto del castillete de la cúpula. Es posible que uno de los niños trabajadores como peón de albañil fuera levantado colocarlo allí. Durante 99 años, el vaso no se movió del lugar, habiendo resistido a los embates del viento e incluso a los bombardeos de la ciudad durante la guerra civil española. Dicho vaso fue recogido y puesto a buen resguardo antes de la restauración para devolverlo a su emplazamiento original tras las reformas.